# Pararama
A pararama – cientificamente denominada Premolis semirufa – é uma mariposa, ou traça, neotropical da família Erebidae e subfamília Arctiinae, encontrada no norte da América do Sul (região da Bacia Amazônica), entre o Panamá e o estado amazônico do Pará, no Brasil, onde fora encontrado o seu holótipo; depositado na coleção entomológica de Mr. Saunders; posteriormente classificado por Francis Walker, em 1856, com a denominação original Halesidota semirufa, na "Lista dos espécimes de insetos lepidópteros do acervo do Museu Britânico" (List of the specimens of lepidopterous insects in the collection of the British Museum), página 1708. Suas lagartas urticantes, que vivem nos troncos das árvores, também recebem a denominação vernácula "pararama" e causam uma doença artropática de caráter profissional, a pararamose, doença dos seringais ou reumatismo dos seringueiros (porém não sendo um tipo de artrite reumatoide), caracterizada por anquilose falangiana em seringueiros que frequentemente encostem as mãos em suas cerdas abdominais, nos seus casulos
ou nas organelas das formas adultas, e com sua forma crônica acarretando na imobilidade total ou parcial dos dedos da mão do acidentado; sua manifestação inicial de contato acarretando em prurido, edema, urticária e hipotermia, causados por uma classe de proteases comumente encontrada na peçonha de serpentes.

## Descoberta
A doença inicialmente fora observada in situ por médicos da Companhia Ford Industrial do Brasil, durante a fase de extração do látex, na década de 1940, entre os trabalhadores dos seringais plantados no distrito de Fordlândia, no município paraense de Aveiro, e também em Belterra e Santarém; posteriormente sendo registrada em São Francisco do Pará e Ananindeua e sendo também, neste seu período inicial, denominada "pararama".

## Descrição
Tanto a lagarta quanto o imago de Premolis semirufa são castanho-amarelados; a lagarta exibindo uma leve semelhança com as do gênero Lophocampa (pertencentes à mesma familia, subfamília e tribo); o adulto (imago) tendo uma característica divisão de tonalidade nas asas anteriores e as asas posteriores mais avermelhadas.